# Dennis Kucinich
Dennis John Kucinich (Cleveland, Ohio, 8 de outubro de 1946) é um político estadunidense do Partido Democrata, pré-candidato a presidência nas eleições de 2004 e 2008.
Kucinich atualmente representa o 10o Distrito de Ohio na Câmara dos Representantes dos Estados Unidos. Seu distrito inclui grande parte de Cleveland, assim como o subúrbio de Parma. Ele faz parte do Comitê da Câmara pela Reforma no Governo e do Comitê de Educação e Trabalho.
De 1977 a 1979, Kucinich serviu como o 53o prefeito de Cleveland, Ohio. Seu mandato foi tumultuoso, tendo ele sobrevivido a um recall eleitoral e tendo conseguido evitar a terceirização do sistema elétrico de sua cidade. Foi derrotado nas eleições de 1979 pelo republicano George Voinovich.

## Campanha presidencial de 2008
Dennis desistiu de sua candidatura em 24 de janeiro de 2008.
Kucinich tinha anunciado que, se eleito presidente, tomaria as seguintes medidas:
- Criação do sistema universal de tratamento médico
- Revogação do USA PATRIOT Act
- Retirada dos EUA do NAFTA e da Organização Mundial do Comércio
- Retirada todas forças estadunidenses do Iraque imediatamente
- Abolição da pena de morte
- Legalização do casamento entre pessoas do mesmo sexo
- Término da campanha "Guerra às Drogas"
- Aumento do controle às armas de fogo
- Término com os programas de visto H-1B e L-1
- Ratificação do Protocolo de Kyoto
- Criação do Ministério da Paz
- Prevenção da privatização do serviço de assistência social
- Proteção do direito ao aborto
- Melhora no sistema educacional universal
- Direito à aposentadoria total aos 65 anos de idade